# ليديا ماريا آدامز ديويت
ليديا ماريا آدامز ديويت (بالإنجليزية: Lydia Maria Adams DeWitt)‏ هي عالمة أمراض أمريكية، ولدت في 1 فبراير 1859 في فلينت في الولايات المتحدة، وتوفيت في 10 مارس 1928 في وينترز في الولايات المتحدة.

## وصلات خارجية
- ليديا ماريا آدامز ديويت على موقع الموسوعة البريطانية (الإنجليزية)